# Tower Lakes (Illinois)
Tower Lakes es una villa ubicada en el condado de Lake en el estado estadounidense de Illinois. En el Censo de 2010 tenía una población de 1283 habitantes y una densidad poblacional de 479,08 personas por km².

## Geografía
Tower Lakes se encuentra ubicada en las coordenadas 42°13′40″N 88°9′19″O / 42.22778, -88.15528. Según la Oficina del Censo de los Estados Unidos, Tower Lakes tiene una superficie total de 2,68 km², de la cual 2,35 km² corresponden a tierra firme y (12,09%) 0,32 km² es agua.

## Demografía
Según el censo de 2010, había 1283 personas residiendo en Tower Lakes. La densidad de población era de 479,08 hab./km². De los 1283 habitantes, Tower Lakes estaba compuesto por el 94,86% blancos, el 0,62% eran afroamericanos, el 0% eran amerindios, el 1,71% eran asiáticos, el 0,08% eran isleños del Pacífico, el 0,47% eran de otras razas y el 2,26% pertenecían a dos o más razas. Del total de la población el 3,43% eran hispanos o latinos de cualquier raza.